# Dani mora
Dani mora (Dni morza) je svetkovina mornara, ribara i drugih radnika vezanih uz more. Prvi u Poljskoj se dogodio u Gdynji 1932. i imao je domoljubni karakter. Nakon 2. svjetskog rata središnje Dani mora održani su u Szczecinu (od 1947. godine) - Dni Morza w Szczecinie.
Dani mora također se održavaju u nekim drugim mjestima (Świnoujście, Ustka, Trzebież).

## Vanjske poveznice
- Dni Morza w Szczecinie  Arhivirana inačica izvorne stranice od 22. lipnja 2017. (Wayback Machine)
- Dni Morza Tradycje Marynarka Wojenna, pristupljeno 2. prosinca 2012.